# Cúp bóng đá Bulgaria 1939
Cúp bóng đá Bulgaria 1939  (trong giai đoạn này có tên là Cúp Tsar) was the second là giải đấu cúp thứ, diễn ra song song với giải đấu quốc gia. Chức vô địch thuộc về Shipka Sofia khi đánh bại Levski Ruse 2–0 trong trận chung kết tại Levski Playground ở Sofia.

## Vòng 16 đội
| Đội 1                 | Tỉ số    | Đội 2                    |
| --------------------- | -------- | ------------------------ |
| Belite orli Pleven    | 4–1      | Tsar Krum Byala Slatina  |
| Orlovets Gabrovo      | 3–2      | DVF Kazanlak             |
| Georgi Drazhev Yambol | 6–2      | Levski Karlovo           |
| Botev Haskovo         | 3–2      | Botev Plovdiv            |
| Levski Ruse           | 3–2      | Hadzhislavchev Pavlikeni |
| Han Omurtag Shumen    | 0–1      | Pobeda Varna             |
| Shipka Sofia          | 4–0      | Krakra Pernik            |
| FC Lom                | miễn đấu |                          |

## Tứ kết
| Đội 1              | Tỉ số | Đội 2            |
| ------------------ | ----- | ---------------- |
| Pobeda Varna       | 3–1   | Orlovets Gabrovo |
| Botev Haskovo      | 1–2   | Drazhev Yambol   |
| Shipka Sofia       | 1–1   | FC Lom           |
| Belite orli Pleven | 1–7   | Levski Ruse      |

Đá lại
| Đội 1        | Tỉ số | Đội 2  |
| ------------ | ----- | ------ |
| Shipka Sofia | 3–1   | FC Lom |

## Bán kết
| Đội 1        | Tỉ số | Đội 2          |
| ------------ | ----- | -------------- |
| Levski Ruse  | 2–1   | Pobeda Varna   |
| Shipka Sofia | 5–2   | Drazhev Yambol |

## Chung kết
| Shipka Sofia             | 2−0 | Levski Ruse |
| ------------------------ | --- | ----------- |
| Tashkov 18' · Petkov 40' |     |             |

Bản mẫu:Bóng đá châu Âu (UEFA) 1938–39